# Mila (Princ)
Mila is een lied van de Servische zanger Stefan Zdravković, beter bekend onder zijn artiestennaam Princ. Het nummer werd op 27 januari 2025 uitgebracht door PGP-RTS en werd geschreven door Dušan Bačić. Het zal Servië vertegenwoordigen op het Eurovisiesongfestival 2025, nadat het Pesma za Evroviziju '25 had gewonnen.

## Achtergrond en compositie
De muziek en tekst zijn geschreven door Dušan Bačić, die ook verantwoordelijk was voor "Cvet sa Istoka", het nummer dat Princ zong tijdens Pesma za Evroviziju '23. Mila is een romantische liefdesballade.
Volgens Princ is het het moeilijkste nummer dat hij ooit heeft gezongen vanwege de dynamiek en verschillende veranderingen in het arrangement. Hij verklaarde ook dat het nummer zijn huidige liefdesleven weerspiegelt. Een van de boodschappen is dat ware liefde soms betekent dat je moet accepteren dat je niet samen kunt blijven.

## Kritische ontvangst
De officiële Eurovisie-fanclub in Servië, OGAE Serbia, reikte een prijs uit voor de beste compositie van het festival, gebaseerd op stemmen van fans; deze prijs ging naar *Harem Girls*, die tweede werden in de competitie. Mila eindigde op de achtste plaats.
Slobodan Todorović van Evrovizija.rs bekritiseerde de originele versie van het nummer omdat het onafgewerkt zou klinken, al dacht hij dat het zou kunnen opvallen in de tweede halve finale vanwege het balladkarakter. Het nummer is ook omschreven als een "Eurovisie-neutraal" lied.